# Godzilla (2014)
Godzilla é um filme estadunidense de ficção científica, baseado no filme japonês do personagem homônimo e um reboot da franquia Godzilla/Gojira. Este é o segundo filme sobre Godzilla feito por um estúdio estadunidense, sendo que o primeiro foi o filme de 1998 de mesmo nome. O filme reconta a origem do Godzilla nos dias atuais como uma "força terrível da natureza". O filme é dirigido por Gareth Edwards e estrelado por Andy Serkis, Aaron Taylor-Johnson, Elizabeth Olsen, Bryan Cranston, Juliette Binoche, David Strathairn, Sally Hawkins e Ken Watanabe.
Godzilla é uma co-produção da Legendary Pictures e da Warner Bros. Pictures e distribuído pela Warner Bros. Pictures em todo o mundo, exceto no Japão, onde foi distribuído pela Toho. Foi lançado em 16 de maio de 2014 nos formatos 2D e 3D.
Esse filme abre o chamado MonsterVerse, uma franquia de filmes de monstros do qual faz parte também suas sequências "Godzilla: King of the Monsters", que será lançada em 2019, e Godzilla Vs. Kong, que deve estrear em 2020 e serve como sequência tanto de "King of Monsters" quanto do filme de 2017 "Kong: Skull Island", também parte da franquia.
Por mais que seja o primeiro filme do MonsterVerse, o filme não é o primeiro na cronologia e sim o filme de seu maior rival Kong.
Andy Serkis foi o ator escolhido para a captura de movimento do Godzilla.

## Enredo
Em 1999, os cientistas da Monarch Ishiro Serizawa (Ken Watanabe) e Vivienne Graham (Sally Hawkins) investigam o esqueleto de uma criatura gigante em uma mina destruída nas Filipinas. Eles também encontram dois esporos gigantes, um dormente e outro eclodido, junto com uma trilha que leva ao mar. No Japão, a usina nuclear de Janjira experimenta uma atividade sísmica incomum quando o supervisor Joe Brody (Bryan Cranston) envia sua esposa Sandra (Juliette Binoche) para liderar uma equipe de técnicos no reator. Um tremor atinge o reator, forçando Joe a fechar a porta do reator antes que Sandra e sua equipe possam escapar enquanto o local entra em colapso.
Quinze anos depois, o filho de Joe e Sandra, Ford (Aaron Taylor-Johnson), um oficial da Marinha dos EUA, retorna de uma viagem para se reencontrar com sua esposa Elle (Elizabeth Olsen) e seu filho Sam em São Francisco. Elle é informada de que Joe foi detido por invasão na zona de quarentena de Janjira. Joe está determinado a descobrir a causa do colapso e convence Ford a acompanhá-lo para recuperar dados vitais de sua antiga casa. Eles descobrem que a zona não está contaminada e recuperam os dados, mas são descobertos pelas autoridades japonesas e levados para uma instalação nas ruínas da usina. A instalação abriga um enorme casulo que vem se alimentando dos reatores da usina há 15 anos e emitindo fortes pulsos ao longo do tempo. Uma criatura semelhante a um inseto alado gigante emerge da crisálida e escapa, destruindo a instalação. Joe fica gravemente ferido e depois morre. O incidente foi relatado como um terremoto.
Serizawa e Graham se juntam a uma força-tarefa da Marinha liderada pelo almirante William Stenz (David Strathairn) para procurar a criatura, apelidada de "M.U.T.O." (em inglês: Massive Unidentified Terrestrial Organism; ou Organismo Massivo Terrestre Não-Identificado). Serizawa e Graham revelam a Ford que os testes nucleares da década de 1950 foram tentativas de matar uma criatura que os japoneses chamam de Gojira (ou o comum, Godzilla) e quando isso não funcionou, o Projeto Monarch foi secretamente criado para estudar Godzilla e criaturas semelhantes. Eles também explicam que foi o M.U.T.O que causou o colapso de Janjira em 1999. Ford revela que Joe estava estudando sobre sinais de Ecolocalização indicando que o M.U.T.O. estava se comunicando com algo, o que presumem ter sido Godzilla.
O M.U.T.O. ataca um submarino russo e o leva em Oahu, no Havaí para se alimentar de seu material nuclear. Godzilla chega, causando um tsunami em Honolulu, e batalha contra o M.U.T.O. até que este fuja. Serizawa deduz que o M.U.T.O. estava se comunicando com outra coisa, o que levou os militares a investigar o outro esporo, que está armazenado no depósito de lixo nuclear da Montanha Yucca em Nevada. No entanto, o segundo M.U.T.O., maior e sem asas, já emergiu e ataca Las Vegas. Os cientistas deduzem que é uma fêmea e é com ela que o macho se comunica, sendo seus sinais uma chamada de acasalamento.
Apesar das objeções dos cientistas, Stenz aprova um plano para usar ogivas nucleares para atrair os três monstros e levá-los ao oceano aberto e destruí-los. Retornando aos Estados Unidos, Ford se junta à equipe que levará as ogivas de trem, mas a fêmea M.U.T.O. os intercepta e devora a maioria das ogivas. A ogiva restante é transportada por avião com Ford para São Francisco, que é para onde os monstros estão indo, e ativada após Godzilla aparecer na Ponte Golden Gate, apenas para o M.U.T.O. macho pegá-la e levá-la para a fêmea, que forma um ninho ao redor dela.
Enquanto Godzilla e os M.U.T.O.s lutam, Ford e uma equipe de ataque vão até a na cidade para encontrar e desarmar a ogiva antes que ela detone. Incapaz de acessar o cronômetro, a equipe coloca a ogiva em um barco para descarte no mar, enquanto Ford destrói o ninho. Godzilla consegue derrotar os dois M.U.T.O.s, mas desmaia de exaustão. Ford leva o barco para o mar aberto, é resgatado antes que a ogiva exploda e se reúne com sua família na manhã seguinte. Godzilla acaba despertando e retorna ao mar.

## Elenco
- Aaron Taylor-Johnson como Tenente Ford Brody[8][9]
- Bryan Cranston como Joe Brody[9][10]
- Elizabeth Olsen como Elle Brody[9]
- Ken Watanabe como Dr. Ichiro Serizawa
- Sally Hawkins como Dra. Vivienne Graham[11]
- Juliette Binoche como Sandra Brody
- David Strathairn como Adm. Stenz
- Richard T. Jones como o militar "O Coronel"[12]
- Andy Serkis como captura de movimentos para Godzilla
- Victor Rasuk como Tre Morales
- Akira Takarada (papel não especificado)[13]
- Yuki Morita como Akio[14]
- CJ Adams como o meio-irmão de Ford[15]
- Jared Keeso como Mestre do Pulo[8]
- Patrick Sabongui como Sargento Marcus Waltz
- Al Sapienza como Huddleston
- Brian Markinson como Whalen
- Carson Bolde como Sam Brody

## Produção
O filme é uma co-produção da Legendary Pictures e Warner Bros.. Ele teve um orçamento de cerca de 160 milhões de dólares, financiados em 75% pela Legendary e 25% pela Warner. A produção é a primeira nova propriedade da Warner Bros. Pictures desde Godzilla Raids Again, de 1959.
Poucos dias após a estreia e o alto faturamento, a Warner Bros e a Legendary Pictures oficializaram os planos de sequência para Godzilla, e Gareth Edwards deve retornar como diretor.

## Marketing

### 2010
Na promoção do projeto, os visitantes do San Diego Comic-Con 2010 (SDCC) recebeu uma t-shirt com uma imagem do novo projeto Godzilla, uma imagem creditada em quadrinhos e mangás editora UDON. A Artista Gonzalo Ordóñez Arias trabalhou com a Legendary e Toho para criar a pintura. Além disso, os visitantes do estande da Legendary Pictures na convenção poderia ver uma animação do novo Godzilla cuspidor de fogo radioativo sobreposto sobre sua imagem capturada por uma webcam. A promoção de realidade aumentada foi projetado por Falando Dog Studios de Saskatchewan, Canadá.

### Trailer
Em uma sessão durante a SDCC de julho de 2012, Legendary apresentou tanto um cartaz para o filme e um teaser trailer. O teaser trailer incluía uma representação de Godzilla fiel ao monstro Toho, incluindo o seu rugido, e um "monstro gigantesco centípede-como".

### SDCC 2013
Durante as filmagens em Vancouver, a Legendary lançou vários vídeos e imagens estáticas de filmagens em Vancouver em seu site no Facebook. A Pictures incluiu um vagão do metrô destruído com um plano de fundo de tela verde, soldados inspecionando um cofre radioativo e destroços em uma linha costeira. Em julho de 2013, a Legendary lançou um site "viral" o dzillaencounter.com em conjunto com o filme. A empresa estava promovendo o filme no SDCC 2013, e convertido num armazém em San Diego para a exposição "Godzilla Encounter", em conjunto com a convenção.
Em uma sessão na Comic-Con 2013, a Legendary mostrou imagens do filme. Conforme relatado por diversos meios de comunicação, o filme é de um grande monstro, que lembra o monstro Cloverfield, atacando um aeroporto, quando o pé do Godzilla aparece ao lado do monstro. A altura do Godzilla é revelada a ser várias vezes o tamanho do outro monstro e uma batalha começa, mas o rosto de Godzilla não é revelado. Vários clips de cenas com Cranston, Taylor-Johnson e Olsen também foram mostrados.

### Simulação de ataque
De acordo com USA Today, a parte de exposição foi "parte do museu, do parque temático" com monitores para simular uma experiência de um ataque de Godzilla. A exposição também tinha artefatos da franquia, incluindo o "Oxygen Destroyer" do filme original, e um traje de Godzilla de 2000. Uma amostra de áudio foi lançado no dzillaencounter.com de um anúncio sugerindo Godzilla ou uma "gigantesca atômica criatura" atacando San Diego.

### Merchandising
Em junho de 2013, a Variety informou que a Warner Bros Consumer Products e Legendary Entretenimento tinha montado uma grande equipe de parceiros para fazer mercadoria licenciada para ser lançado em conjunto com o filme. Bandai America produziu uma linha de brinquedos e outros produtos foram produzidos pela NECA, Jakks Pacific, Bioworld, Trevco, Rubie de e Sideshow Collectibles. Bandai e NECA produziu brinquedos inspirados no filme; Jakks Pacific produziu figuras de grande escala e outros brinquedos; Rubie produziu trajes de roupa de Godzilla; e Sideshow Collectibles produziu estátuas colecionáveis.

## Recepção

### Público
O Cinema Score relatou que o público deu ao filme uma nota média de "B +" em uma escala de A + a F.

### Crítica
No agregador de críticas dos Estados Unidos, o Rotten Tomatoes, na pontuação onde a equipe do site categoriza as opiniões da  grande mídia e da mídia independente apenas como positivas ou negativas, o filme tem um índice de aprovação de 76% calculado com base em 330 comentários dos críticos. Por comparação, com as mesmas opiniões sendo calculadas usando uma média aritmética ponderada, a nota alcançada é 6,7/10 que é seguida do consenso dizendo: "Com drama humano suficiente para ancorar o espetáculo arrebatador de monstros gigantes esmagando tudo à vista, Godzilla de Gareth Edwards restaura satisfatoriamente a glória cuspidora de fogo da franquia."
Em outro agregador de críticas também dos Estados Unidos, o Metacritic, que calcula as notas das opiniões usando somente uma média aritmética ponderada de determinados veículos de comunicação em maior parte da grande mídia, tem uma pontuação de 62/100, alcançada com base em 48 avaliações da imprensa anexadas no site, com a indicação de "revisões geralmente favoráveis".